# 断熱近似
断熱近似（だんねつきんじ、英: Adiabatic approximation, Born-Oppenheimer approximation）とは、原子核の動きに対し電子が即座に追随できるとした近似。カー・パリネロ法においては、この近似が成り立っていることが大前提である。現実の化学反応等では、断熱近似が成り立たない場合もある（非断熱遷移）。

## 詳細
扱う系において、原子の原子核と周りを回る電子全体のハミルトニアンをH とし、原子核部分をHnc 、電子部分をHel とすると、
{\displaystyle {\hat {H}}={\hat {H}}_{\mathrm {el} }+{\hat {H}}_{\mathrm {nc} }}
であり、全体のハミルトニアンH に対する固有関数をΦとして、
{\displaystyle \Phi ({\vec {r}}_{1},\dots ,{\vec {R}}_{1},\dots )=\Psi ({\vec {r}}_{1},\dots ,{\vec {R}}_{1},\dots )\phi ({\vec {R}}_{1},\dots )=\Psi \phi }
とする。Ψは電子部分の固有関数、φは原子核部分の固有関数である。r は電子の位置座標、R は原子核の位置座標である。以上から、
{\displaystyle {\begin{aligned}{\hat {H}}_{\mathrm {el} }{\Psi }&=E_{\mathrm {el} }{\Psi }\\{\hat {H}}\Psi \phi &=({\hat {H}}_{\mathrm {el} }+{\hat {H}}_{\mathrm {nc} })\Psi \phi ={\hat {H}}_{\mathrm {el} }\Psi \phi +{\hat {H}}_{\mathrm {nc} }\Psi \phi ={E_{\mathrm {el} }}\Psi \phi +{\hat {H}}_{\mathrm {nc} }\Psi \phi \end{aligned}}}
（ここでφは R にしか依らないので、{\displaystyle {\hat {H}}_{\mathrm {el} }\phi =0}）
となる。Eel は電子部分の固有値。ここで問題となるのは、上式右辺の第二項で、ハミルトニアン Hnc は、
{\displaystyle {\hat {H}}_{\mathrm {nc} }=-\sum _{I}{\frac {\hbar ^{2}}{2M_{I}}}\nabla _{I}^{2}+U({\vec {R}})}
であり（MI は原子核の質量、I は原子核を表す指標）、ポテンシャルU はΨ、φに対して可換であるが、第一項は演算子であり、またΨは R にも依るから、∇2（Ψφ）の部分に着目すると、
{\displaystyle \nabla _{I}^{2}(\Psi \phi )=\Psi (\nabla _{I}^{2}\phi )+2(\nabla _{I}\Psi )(\nabla _{I}\phi )+\phi (\nabla _{I}^{2}\Psi )}
が得られる。ここで、∇はナブラを参照。上式で右辺第二項が非断熱項の非対角部分、第三項が非断熱項の対角部分である（第一項は原子核に関しての断熱項）。非断熱項は1/MI のオーダー（MI ：原子核の質量）であり、電子部分の1/m のオーダー（m ：電子の質量←陽子のおよそ1800分の1の質量）の数千から数万分の一の寄与しかない。

## ボルン-オッペンハイマー近似との関係
ボルン-オッペンハイマー近似と断熱近似は厳密には違いがある。
- 非断熱項全てを無視する ： ボルン‐オッペンハイマー近似[1]
- 非断熱項の非対角部分のみを無視する ： 断熱近似

しかし、非断熱項の対角部分の計算も現実には大変困難であり、実際に行われることはあまりない。また、ボルン‐オッペンハイマー近似と断熱近似が、ほぼ同義のものとして扱われることも多い。
非断熱項が関係するものとして、電子格子相互作用がある。関連する用語として、ボルン‐オッペンハイマーポテンシャル曲面、断熱ポテンシャル曲面（単に断熱ポテンシャル面とも言う）がある。

## 関連記事
- 第一原理バンド計算
- 物性物理学